# Cétoacide

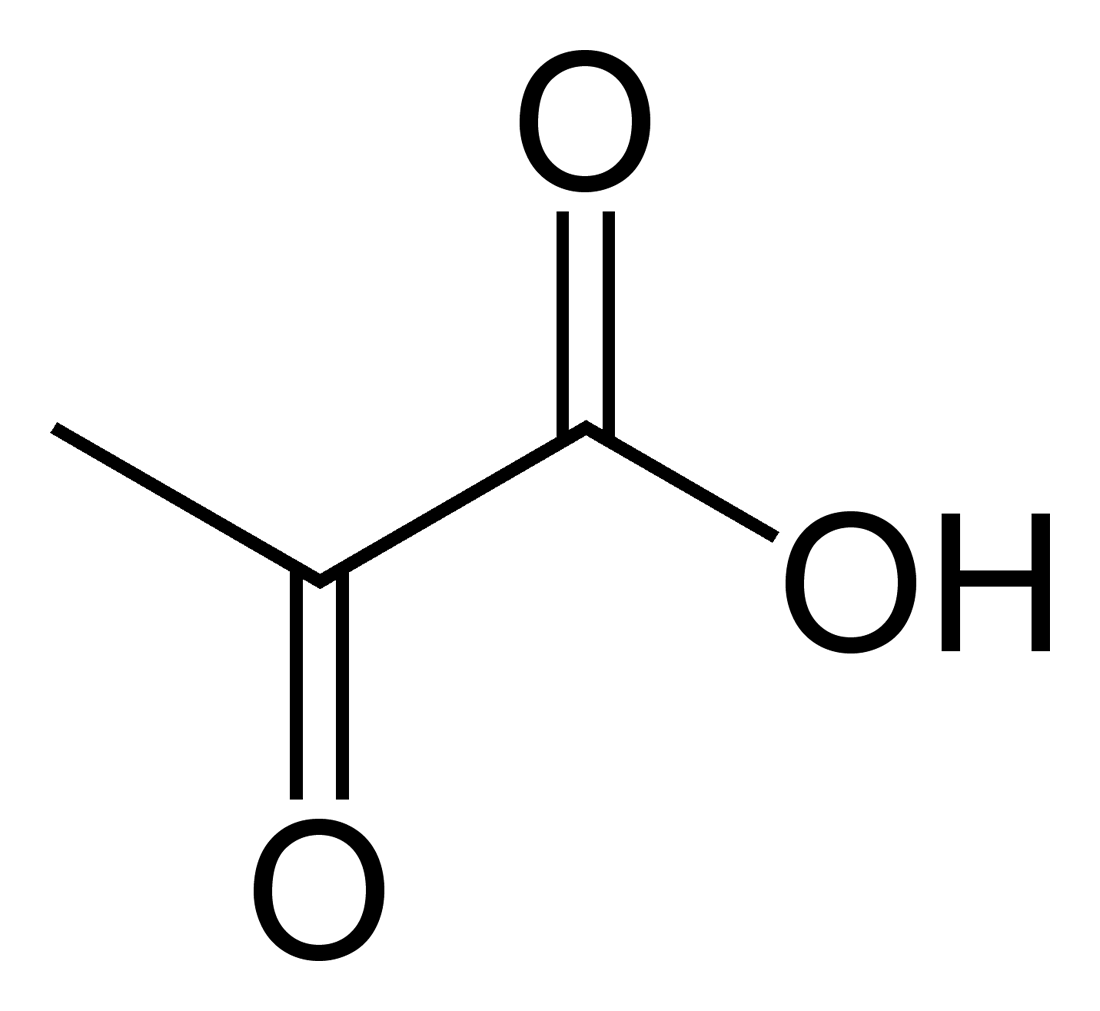
Acide pyruvique

Acide acétylacétique

Acide lévulinique

Les cétoacides sont des acides organiques portant une fonction acide carboxylique et une fonction cétone.
On divise cette famille en sous-familles, en classant les composés par rapport aux positions respectives des deux fonctions.
On compte parmi ces sous-familles:
- les alpha-cétoacides, ou 2-oxoacides, qui comme l'acide pyruvique ou le 2-oxoglutarate ou le 2-oxoisovalérate, ont leur fonction cétone adjacente à leur groupe carboxyle (sur le carbone α). Ces 2-oxoacides jouent un rôle important dans le métabolisme énergétique, où ils sont le substrat de déshydrogénases spécifiques qui réalisent la décarboxylation oxydante de ces acides, avec libération de CO2. La pyruvate déshydrogénase et la 2-oxoglutarate déshydrogénase sont des enzymes du cycle de Krebs.
- les bêta-cétoacides, ou 3-oxoacides, qui comme l'acide acétylacétique porte le groupe carbonyle sur le deuxième carbone après le groupe carboxyle (carbone β) ;
- les gamma-cétoacides, ou 4-oxoacides, qui comme l'acide lévulinique ont leur groupe carbonyle sur le troisième carbone après le groupe carboxyle (carbone γ)

Certains acides aminés peuvent être déaminés enzymatiquement, produisant un alpha-cétoacide. Les alpha-cétoacides sont avant tout utilisés comme source d'énergie, comme le 2-oxoglutarate qui est un intermédiaire du cycle de Krebs, ainsi que dans la synthèse des acides gras. Chez les mammifères, ces réactions ont lieu dans le foie.
En cas de sous-alimentation, le catabolisme est le principal moyen de production d'énergie, au cours de laquelle les graisses et les protéines sont converties en glucose. dans ces conditions, les protéines sont converties en acides aminés, qui sont ensuite convertis dans le foie en alpha-cétoacides. Les alpha-cétoacides sont ensuite convertis dans le foie en glucose, par un procédé appelé néoglucogenèse.